# ایزیری ۶۶۰۳
استاندارد ایزیری ۶۶۰۳ (ISIRI ۶۶۰۳) استاندارد ملی ایران به منظور ارائه روش‌های آزمــون برای تعیین پایداری موتورسیکلتهای دو چرخ با اسـتفاده از جک‌های وسط و بغل می‌باشد.

## تاریخچه و روند تدوین
این استاندارد در چهل و هشتمین جلسه کمیته ملی استاندارد خودرو و نیرو محرکه موسسه استاندارد و تحقیقات صنعتی ایران مورد تائید قرار گرفت، و در سال ۱۳۸۱ به چاپ رسید.